# Herbert Feurer
Herbert „Funki“ Feurer (* 14. Jänner 1954 in Aspang, Niederösterreich) ist ein ehemaliger österreichischer Fußballspieler auf der Position eines Torhüters.

## Aktive Karriere
Schon als Nachwuchsspieler, die er beim SC Aspang verbrachte, war Feurer ein vielversprechender Tormann und Rapid-Fan. In den österreichischen Nachwuchsteams, wo er bereits Hans Krankl kennenlernte, trug er zumeist grüne Pullover. Feurer erregte Aufsehen, als er bereits als 15-Jähriger das Tor der Kampfmannschaft seines Heimatvereins hütete. Deshalb wurde er 1974 vom damaligen Zweitdivisionär 1. Wiener Neustädter SC verpflichtet, wo er unter Trainer Sepp Schneider, der selbst ein erstklassiger Tormann bei der Wiener Austria war, sein Debüt gab. In Schneider hatte er auch seinen ersten großen Förderer.
Bei den Wiener Neustädtern brachte er so gute Leistungen, dass ihn Robert Körner und Funktionär Kurt Eichelberger im Sommer 1976 zum SK Rapid Wien holten. Dort verdrängte er den bisherigen Standardkeeper Peter Barthold und bestritt in seiner ersten Saison 28 von 36 Meisterschaftsspielen für die Grün-Weißen. Sein Debüt gab er am 11. August im Heimspiel gegen den FC Admira Wacker, das 2:0 gewonnen wurde. Es sollte eine lange Zeit für ihn im Westen Wiens werden.
Als absoluter Höhepunkt seiner Karriere kann wohl das Europacup-Spiel gegen Celtic Glasgow am 12. Dezember 1984 bezeichnet werden. Rapid hatte das Heimspiel 3:1 gewonnen und im Rückspiel lagen die Schotten mit 2:0 in Front, ehe Verteidiger Rudi Weinhofer nach einem verfehlten Flaschenwurf zu Boden ging. Rapid protestierte und das Rückspiel wurde neu ausgetragen – eben am besagten 12. Dezember, diesmal im ehrwürdigen Old Trafford in Manchester. Peter Pacult konnte bereits in der 17. Minute die Führung der Wiener erzielen, ehe in der 65. Minute ein aufgebrachter Celtic-Fan aufs Feld lief und den verdutzten Feurer mit Schlägen und Tritten traktierte. Der Goalie rappelte sich wieder auf, spielte weiter und hielt sein Tor bis zum Schlusspfiff sauber – Rapid stand im Viertelfinale.
1985 fand ein anderer junger Keeper den Weg nach Hütteldorf: Michael Konsel war von der Vienna zu Rapid gestoßen. In der Saison 1985/86 spielte Feurer noch elfmal, während Konsel auf 25 Einsätze kam. Sein letztes Meisterschaftsspiel für die Grün-Weißen machte Funki ebenfalls gegen die Admira am 13. August 1989 – diesmal auswärts und mit einer 1:2-Niederlage. Drei Tage später durfte er nochmals im Cup gegen den SV Oberwart ran (3:0-Sieg) und danach war Schluss einer erfolgreichen Karriere.
Feurers Karriere in der österreichischen Nationalmannschaft begann mit dem Debüt in einem Freundschaftsspiel gegen Ungarn im Oktober 1980. In der Folge kam er neben dem Stammtormann Friedl Koncilia nur selten zum Einsatz. So war er auch bei der WM 1982 in Spanien als Ersatztormann mit dabei, kam jedoch bei der Endrunde zu keinem Einsatz. Lediglich in der Vorbereitung wurde er von Teamchef Karl Stotz im Mai beim Freundschaftsspiel in Wien gegen Dänemark aufgestellt. Dieses Spiel bedeutete letztendlich auch das Ende der Laufbahn für die Nationalmannschaft.

## Der Trainer Feurer
Als Hans Krankl 1989 Trainer bei den Rapidlern wurde, kam auch Herbert Feurer als Tormannbetreuer zurück und gemeinsam gingen sie im Sommer 1992. Der VfB Mödling rief und der Niederösterreicher blieb zwei Jahre im Süden Wiens. Ernst Dokupil holte ihn 1994 zurück und ein Jahr später erlebte er sein zweites Europacup-Finale mit seinem Lieblingsklub – diesmal als Co-Trainer. Im April 1998 kam es zu Differenzen mit dem damaligen Trainer Heribert Weber, worauf  Feurer den Verein verließ. Ab der Saison 2000/01 war Herbert Feurer wieder als Tormanntrainer bei Rapid Wien tätig. Er legte die Funktion mit 31. Dezember 2006 aus gesundheitlichen Gründen zurück.
Herbert Feurer trainierte außerdem von 1993 bis 2002 die Torhüter des österreichischen Nationalteams.

## Sonstiges
Funki Feurer war nicht nur als Tormann erfolgreich, sondern ist bis heute auch für seine „Wuchteln“ gefürchtet. Ganz in diesem Sinne gibt es auch drei Bücher von ihm, welche die besten Anekdoten rund um Rapid liefern.

## Statistik & Erfolge
- 289 Meisterschaftsspiele für Rapid
- 32 Europacupspiele
- 7 Länderspiele
- WM-Teilnahme 1982
- 4 × Österreichischer Meister (1982, 1983, 1987, 1988)
- 4 × Österreichischer Cupsieger (1983, 1984, 1985, 1987)
- Finale im Europacup der Cupsieger (1985)
- 2 × Österreichs "Fußballer des Jahres" (1980, 1981)